# جنگ شبکه‌محور
جنگ شبکه‌محور (انگلیسی: Network-centric warfare) یا عملیات شبکه‌محور یک دکترین نظامی یا نظریه جنگ است که هدف آن تبدیل یک مزیت اطلاعاتی، که تا حدودی توسط فناوری اطلاعات امکان‌پذیر شده است، به یک مزیت رقابتی از طریق شبکه‌سازی رایانه‌ای نیروهای پراکنده است. این مفهوم در دهه ۱۹۹۰ توسط وزارت دفاع ایالات متحده آمریکا معرفی شد.
در سال ۱۹۹۶ ادمیرال ویلیام اوونز مفهوم «سیستم سیستم‌ها» را در مقاله‌ای که توسط مؤسسه مطالعات امنیت ملی در ایالات متحده منتشر شد، معرفی کرد. او سیستمی از حسگرهای اطلاعاتی، سیستم‌های فرماندهی و کنترل و سلاح‌های دقیق را توصیف کرد که آگاهی موقعیتی، ارزیابی سریع هدف و تخصیص سلاح توزیع‌شده را فراهم می‌کردند.
همچنین در سال ۱۹۹۶ ستاد مشترک نیروهای مسلح ایالات متحده آمریکا، چشم‌انداز مشترک ۲۰۱۰ را منتشر کرد که مفهوم نظامی تسلط تمام‌عیار را معرفی کرد. تسلط تمام‌عیار، توانایی نیروهای مسلح ایالات متحده برای تسلط بر فضای نبرد را از عملیات صلح گرفته تا اعمال آشکار قدرت نظامی که ناشی از مزایای برتری اطلاعاتی است، توصیف می‌کند.